# Ивезич, Звонко
Зво́нко Ивезич (серб. Звонко Ивезић; 17 февраля 1949, Вайска, Воеводина — 4 сентября 2016, Нови-Сад) — югославский футболист и сербский футбольный тренер, играл на позиции нападающего.

## Биография

### Клубная карьера
В течение девяти сезонов играл за «Воеводину», сыграв в Первой лиге 220 матчей и забил 60 голов. В составе «Воеводины» в 1975 году стал вице-чемпионом Югославии. В 1976 году уехал во Францию, где присоединился к клубу «Сошо», представлявшему Дивизион 1.
За «львят» Ивезич сыграл 193 матча и забил 53 гола. В 1982 году перешёл в парижский «Расинг», в котором отыграл один сезон, сыграв 33 матча и забил 4 гола.

### Карьера в сборной
За сборную Югославии дебютировал 31 мая 1975 года в товарищеском матче со сборной Нидерландов. Матч завершился победой югославов со счётом 3:0 и Ивезич в том матче забил один из голов. Всего за сборную Югославии сыграл 4 матча, в которых забил 2 гола.

### Тренерская карьера
Работал главным тренером нескольких клубов среди которых были «Врбас», «Инджия» и углевицкий «Рудар», и генеральным секретарём «Воеводины».

### Смерть
Скончался 4 сентября 2016 года в Нови-Саде в возрасте 67 лет.